# Pontedassio
Pontedassio (im Ligurischen: Puntedàsce) ist eine norditalienische Gemeinde mit 2343 Einwohnern (Stand 31. Dezember 2023) in der Region Ligurien, politisch gehört sie zur Provinz Imperia.

## Geographie
Pontedassio liegt an den Ufern des Flusses Impero und gehört zu der Comunità Montana dell’Olivo. Die Distanz zur Provinzhauptstadt Imperia beträgt circa sieben Kilometer.
Nach der italienischen Klassifizierung bezüglich seismischer Aktivität wurde die Gemeinde der Zone 3 zugeordnet. Das bedeutet, dass sich Pontedassio in einer seismisch wenig aktiven Zone befindet.

## Klima
Die Gemeinde wird unter Klimakategorie C klassifiziert, da die Gradtagzahl einen Wert von 1354 besitzt. Das heißt, die in Italien gesetzlich geregelte Heizperiode liegt zwischen dem 15. November und dem 31. März für jeweils 10 Stunden pro Tag.